# Selat Akar
Selat Akar is een bestuurslaag in het regentschap Kepulauan Meranti van de provincie Riau, Indonesië. Selat Akar telt 1964 inwoners (volkstelling 2010).